# Un visage dans la foule
Un visage dans la foule (titre original : A Face in the Crowd) est un roman court conjointement écrit par Stephen King et Stewart O'Nan, publié initialement le 21 août 2012 sous forme de livre numérique.

## Résumé
Depuis la mort de sa femme, Dean Evers trompe l’ennui de ses vieux jours devant les matchs de baseball à la télévision. Quand soudain, dans les gradins, il découvre au cœur de la foule un visage surgi du passé...